# 阿加滕堡
阿加滕堡是德国下萨克森州的一个市镇。总面积11.32平方公里，总人口1161人，其中男性568人，女性593人（2011年12月31日），人口密度103人/平方公里。